# Justin Heinrich Knecht

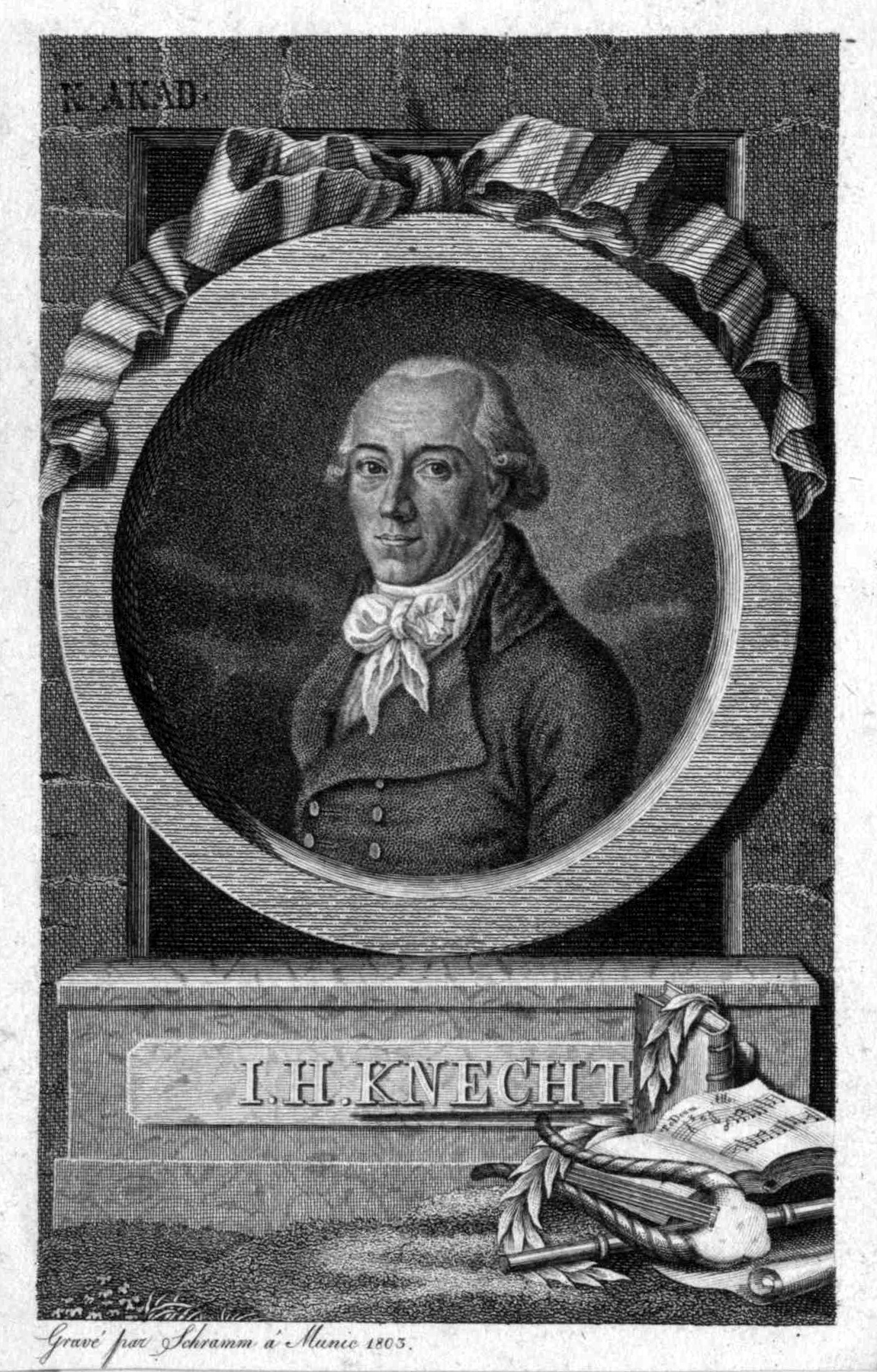
Justin Heinrich Knecht, Kupferstich von Schramm, um 1803

Justin Heinrich Knecht (* 30. September 1752 in Biberach an der Riß; † 1. Dezember 1817 ebenda) war ein deutscher Komponist, Organist, Dirigent, Musikpädagoge und Musiktheoretiker.

## Leben

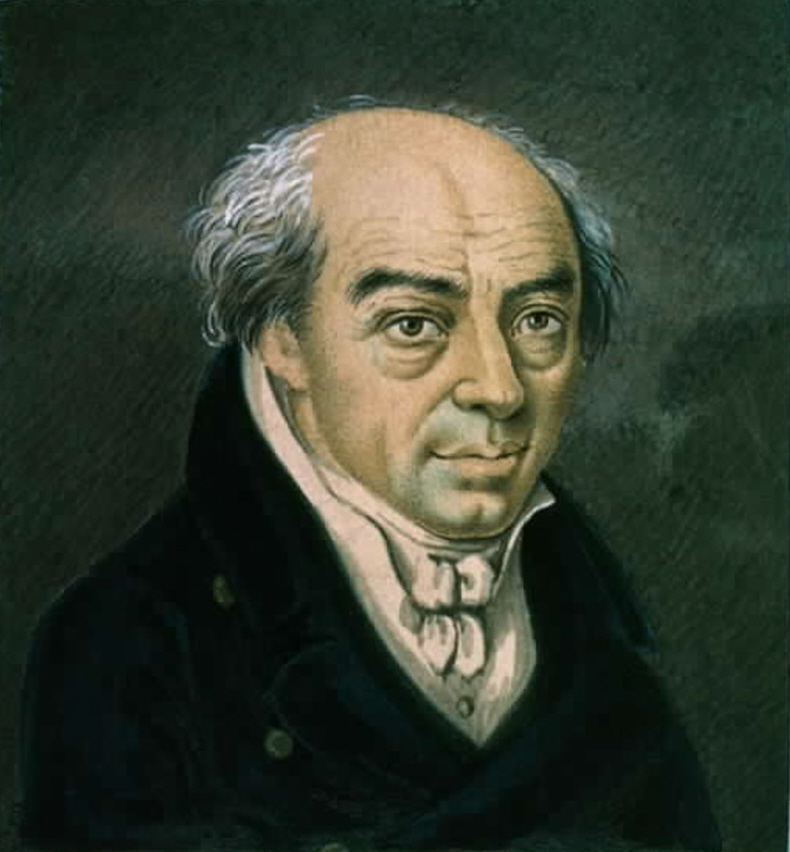
Justin Heinrich Knecht, Miniatur um 1815

Justin Heinrich Knechts Vater war Kantor und erteilte ihm bereits in früher Jugend in seiner Heimatstadt Unterricht im Klavierspiel, Violinspiel sowie Gesang. Schon 1763 wurde sein Singspiel zur Feier des Hubertusburger Friedens aufgeführt. 

Der entfernt verwandte Dichter Christoph Martin Wieland, der in dieser Zeit in Biberach wohnte, erkannte das Talent Knechts, förderte ihn und führte ihn im Schloss Warthausen ein.  Nach dem Besuch der Lateinschule in Biberach an der Riß ging er nach Esslingen am Neckar, wo er ab 1767 das Collegium Alumnorum besuchte (das heutige Georgii-Gymnasium). Hier beschäftigte er sich unter der Anleitung des dortigen Musikdirektors Georg David Schmid sowie seines Freundes Christian Friedrich Daniel Schubart mit Komposition sowie dem Orgelspiel. 1771 wurde er mit 19 Jahren Musikdirektor in Biberach – diese Funktion umfasste die Tätigkeit als Organist und Musiklehrer sowie die Organisation von Aufführungen und Konzerten. Nebenher komponierte er vorrangig Singspiele und Opern und machte sich um die Entwicklung des Musiklebens in Biberach verdient.
Knecht heiratete 1773 Sophie Helena Schmelz (1752–1794), Tochter des Johann Christoph Schmelz (1726–1770), Edelsteinschneiders und Medailleurs, aus dem Biberacher Glockengießerzweig des Kempter Patriziergeschlechts Schmelz, und Tochter einer geborenen Wieland. Ihr Bruder war Georg Adolf Schmelz (1757–1793), Goldschmied. Aus der Ehe stammten 13 Kinder. Fünf starben im Kindesalter, sieben lebten 1791. 1806 wurde Knecht zum Musikdirektor am Stuttgarter Hof bestellt, diese Tätigkeit beendete er zwei Jahre später. Er kehrte nach Biberach zurück, wo er 1817 starb.
Knecht komponierte sowohl weltliche als auch kirchliche Musik. Sein Schaffen umfasst hauptsächlich Sinfonien, Opern, Singspiele, Psalmen sowie zahlreiche Werke für Chöre sowie Orgel. Ein Gutteil seiner Werke gilt als verschollen. Die überlieferten Werke weisen u. a. Einflüsse der Komponisten Johann Adam Hiller und Georg Joseph Vogler auf. Als Kirchenmusiker machte er sich als Verfasser des Choralbuches für Württemberg einen Namen. Darüber hinaus verfasste er weitere musikpädagogische und musiktheoretische Schriften.
Seine Nichte war die Schauspielerin Felicitas Abt.

## Werke (Auswahl)

### Kompositionen
Geistliche und weltliche Vokalwerke
- Dixit Dominus, Psalmvertonung für Chor, Solisten und Orchester
- Magnificat, kirchenmusikalisches Werk für Chor, Solisten und Orchester
- Te Deum, kirchenmusikalisches Werk für Chor, Solisten und Orchester
- Der sechste Psalm Davids. Text in der Übersetzung von Moses Mendelssohn.
- Religiöse Gesänge
- Gesang zur Heiligen Dreifaltigkeit
- Josua (Musikalisches Drama)
- Kain und Abel (Singspiel)
- Die treuen Köhler (Operette)
- Der Erntekranz (Oper)
- Der lahme Husar (Oper)
- Die Aeolsharfe oder Der Triumph der Musik und Liebe (Oper)
- Choräle und Kirchenlieder, darunter: Rund um mich her ist alles Freude, in Biberach bekannt als Schützenfestlied[4]

Instrumentalwerke
- Le portrait musical de la nature, ou Grande simphonie [Pastoralsymphonie] (Speyer, 1785) für Orchester, hrsg. von Heinz W. Höhnen in The Symphony 1720–1840, Serie C, XIII (New York, 1984). Eingespielt von der Hofkapelle Stuttgart unter der Leitung von Frieder Bernius, 2012 beim Carus Verlag in Kooperation mit SWR2 veröffentlicht. 2014 wurde das Werk beim Label Naxos mit dem Orchestra Filarmonica di Torino unter der Leitung von Christian Benda veröffentlicht. Zum Beethovenjahr 2020 wurde das Werk von der Akademie für alte Musik Berlin unter der Leitung von Bernhard Forck Akademie bei Harmonia Mundi veröffentlicht. Auf der CD wurde sie der 6. Sinfonie Pastorale von Ludwig van Beethoven gegenübergestellt.
- Die durch ein Donnerwetter unterbrochne Hirtenwonne (Darmstadt, 1794), hrsg. von Heinz W. Höhnen (Wiesbaden, 1982) (Orgel)
- Drei leichte Duos für Flöten
- Vier Sonatinen für Klavier op. 6

### Schriften
- Elementarwerk der Harmonielehre
- Orgelschule für Anfänger und Geübtere
- Bewährtes Methodenbuch beim ersten Klavierunterricht
- Theoretisch-praktische Schule für Generalbass

### Ausgaben
- Vollständige Sammlung theils ganz neu componirter, theils verbesserter, vierstimmiger Choralmelodien für das neue Wirtembergische Landgesangbuch. Zum Orgenspielen und Vorsingen in allen vaterländischen Kirchen und Schulen ausschließend, gnädigst verordnet. Nebst einer zweckmäßigen Einleitung; in zehen Rubriken eingeteilthem Register; u. einem mit diesem Werke eng verbundenen Anhange. Herausgegeben von [Johann Friedrich] Christmann und [Justin Heinrich] Knecht. Mit einem landesherrlichen, gnädigst ertheilten Privilegio. Im Gebrüder Mäntler’schen Verlage, Stuttgart 1799.
- Vollständiges Württembergisches Choralbuch, welches in allen vaterländischen Kirchen und Schulen ausschließend, allergnädigst verordnet ist. Von Justin Heinrich Knecht, Königlich Württembergischem Musik-Direktor. Zweiter Theil. Enthaltend: Eine praktische und eine theoretische auf die Praktik angewandte, Abtheilung; (zusammen aus mehr als 130 Haupt- und Unter-Abtheilungen bestehend,) welche ihrer Verbindung nach, von dem Ersten Theile, (den Choralmelodien,) unzertrennlich und als Leitfaden zu dessen eigentlichem Gebrauch unentbehrlich sind. Mit dem wohlgetroffenen Portrait und der Biographie des Herrn Verfassers; (ersteres von Herrn Hofkupferstecher d’Argent,) geziert. Mit Landesherrlich allergnädigst ertheiltem Privilegio. In dem Verlag des Königlichen Hof- und Canzlei-Buchdrucker Gebrüder Mäntler, Stuttgart 1816.
- Cäcilia[,] ein periodisches Werk[,] welches für angehende und geübtere Orgelspieler kleinere und größere leicht spielbare Orgelstücke verschiedener Art enthält. Zweite Lieferung[,] enthaltend XXIV Intonationen aus allen Dur und Molltonarten, und XVI Präludien durch die gebräuchlichsten Dur und Moll Tonarten [!] im gebundenen Styl von Justin Heinrich Knecht.  In der Herderschen Buchhandlung, Freiburg im Breisgau [1829].